# Tirenski jeziki
Tirenski jeziki so predlagana jezikovna družina izumrlih staroveških jezikov. Družino je leta 1998 predstavil jezikoslovec Helmut Rix, člani družine pa so etruščina, ki se je govorila v severni, osrednji in jugovzhodni Italiji ter vzhodni Korziki, retijščina, ki se je govorila v Alpah, ter lemnijščina, ki se je govorila na Lemnosu v Egejskem morju. V družino bi morda spadala tudi kamunščina, vendar so dokazi za tako klasifikacijo omejeni. Tirenski jeziki se uvrščajo med predindoevropske jezike ter staroevropske jezike. Jezikovna družina je poimenovana po Tirencih (starogrško Τυρσηνοί, latinizirano: Tyrsenoi), skupnemu grškemu poimenovanju za negrška plemena.

## Razvrstitev
Leta 1998 je nemški jezikoslovec Helmut Rix predlagal, da trije tedaj nerazvrščeni antični jeziki, etruščina, retijščina in lemnijščina pripadajo skupni, tirenski jezikovni družini. Rixovo tirensko družino podpirajo mnogi jezikoslovci, kot so Stefan Schumacher, Carlo De Simone, Norbert Oettinger, Simona Marchesini in Rex Ervin Wallace. Etruščina, retijščina in lemnijščina imajo skupne značilnosti v oblikoslovju, glasoslovju in slovnici.  Po drugi strani pa je dokumentiranih malo leksikalnih ujemanj, vsaj deloma zaradi majhnega števila retijskih in lemnijskih besedil in morda tudi zaradi zgodnjega datuma, ko sta se jezika razdelila.

## Zgodovina
Tirenski jeziki so pred prihodom indoevropejščine verjetno tvorili paleoevropsko jezikovno družino. Helmut Rix je konec prototirenskega obdobja postavil v zadnjo četrtino 2. tisočletja pred našim štetjem. Carlo De Simone in Simona Marchesini sta predlagala veliko zgodnejši datum, saj naj bi se tirenščina razdelila pred bronasto dobo. To je tudi ena od razlag za nizko število leksikalnih ustreznosti.
Po predlogu Lammerta Bouka van der Meera iz leta 2004 se je retijščina od etruščinem odcepila okoli leta 900 pr. n. št. ali celo prej, vendar ne pozneje kot 700 pr. n. št., saj je do razlik prihajalo že v najstarejših retijskih in etruških besedilih, npr. v tvorjenju preteklika ali moških imenih. Z letom 400 pr. n. št. so Retijci zaradi Cisalpinskih Keltov postali izolirani od etruščanskega območja, kar je omejilo stike med obema jezikoma. Pozna datacija je naletela na nestrinjanje, saj je predlagan razkol premlad in nasprotuje arheološkim dokazom, saj je za Retijce v drugi železni dobi značilna fritzensko-sanzenska kultura, ki je nadaljevanje kulture poznobronaste dobe ter laugensko-melaunske kulture. Retijci tako po arheoloških dokazih ne izhajajo iz Etruščanov, enako neverjetno je, da bi Etruščani izvirali iz Retijcev, povezava med etruščino in retijščino pa naj bi segala v oddaljeno obdobje prazgodovine.
Po več kot 90 letih arheoloških izkopavanj na Lemnosu ni bilo najdenega ničesar, kar bi podpiralo selitev z Lemnosa v Etrurijo ali v Alpe, kjer so govorili retijščino. Avtohtoni prebivalci Lemnosa, v starih časih imenovani tudi Sinteis, so bili Sinti, tračansko prebivalstvo. Medtem ko rezultati prejšnjih izkopavanj kažejo, da bi bili starejšeželeznodobni prebivalci Lemnosa lahko ostanek mikenskega prebivalstva, poleg tega pa je najzgodnejša potrjena omemba Lemnosa mikenskogrška beseda ra-mi-ni-ja – »Lemnijka«, napisana v linearni zlogovni pisavi B. Znanstveniki, kot so Norbert Oettinger, Michel Gras in Carlo De Simone, menijo, da je lemnijščina pričevanje o etruščanski trgovski naselbini na otoku, ki je nastala pred letom 700 pr. n. št., in ni povezana z morskimi ljudstvi. Druga možnost je, da je lemnijščina lahko prispela v Egejsko morje v pozni bronasti dobi, ko so mikenski vladarji rekrutirali skupine plačancev s Sicilije, Sardinije in različnih delov Apeninskega polotoka.
Arheogenetska analiza iz leta 2021 etruščanskih posameznikov, ki so živeli med letoma 800 pr. n. št. in 1 pr. n. št., je pokazala, da so bili Etruščani avtohtoni in genetsko podobni Latincem iz železne dobe ter da bi lahko etruščina in s tem drugi jeziki tirenske družine biti preživeli jezik tistih, ki so bili razširjeni v Evropi vsaj od neolitika pred prihodom indoevropskih jezikov, kot je trdil že nemški genetik Johannes Krause, ki je zaključil, da se je verjetno etruščina (kot tudi baskovščina, paleosardinščina in minojščina) »razvila na celini v času neolitske revolucije«. Pomanjkanje nedavne anatolske primesi in iranskega porekla med Etruščani, ki so se genetsko trdno pridružili evropski skupini, lahko tudi nakazuje, da prisotnost peščice napisov, najdenih na Lemnosu, v jeziku, ki je soroden etruščini in retijščini, »lahko predstavljajo premike prebivalstva z Apeninskega polotoka«.